# 雄冬事件
雄冬事件（おふゆじけん）は、明治時代に起きた北海道浜益郡と増毛郡の漁業権をめぐる争い。
なお、増毛漁業協同組合にはこの事件に関する資料が残されていないため、基本的に現存する資料は浜益側の視点に拠っている。

## 舞台

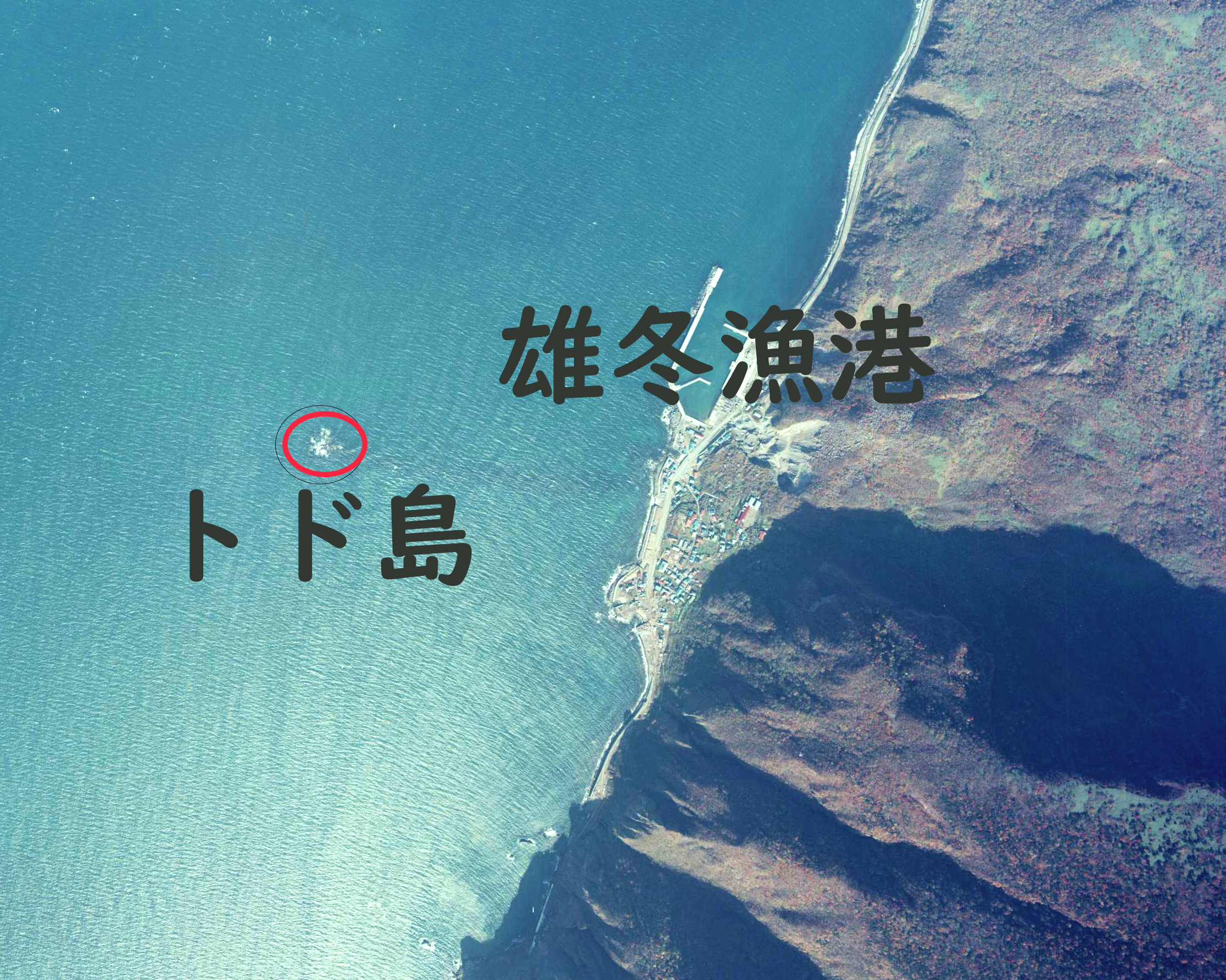
雄冬漁港とトド島周辺の空中写真。トド島は雄冬地区沖合にある岩礁である。
1977年10月22日撮影。

漁業権の係争地となったのは、浜益と増毛の境界に位置する雄冬集落沖のトド島（海馬島）である。
この島は名前が示すとおり、海獣トドが出没するほどに魚群が回遊する好漁場として知られた。

## 背景
明治初年ごろの浜益では、漁師は自分の漁場である浜から沖にかけての建網を守っているだけで、大量のニシンを獲ることができた。しかし建網が増加していくにつれ、隣網との距離も狭くなっていったことから、漁獲量が伸び悩む建場も生じるようになった。
そこで、前浜漁場においてニシンの来遊を待つのではなく、ニシンが多いと思われる海域を調査し、その適地に出漁投網するという追鰊が広がり始めた。1876年（明治9年）5月、群別村の長谷川忠助の漁場で船頭を務める宮本里四郎・伊藤福次郎・松山石松が、建網十余カ統を率いて雄冬のトド島付近に出漁したのが、浜益における追鰊の始まりと言われている。
以来、浜益からトド島周辺への出漁は毎年のように行われたが、1891年（明治24年）5月にとある浜益漁業者が南東の強風に遭い、増毛領雄冬へと避難したことがあった。この避難者は、増毛領雄冬の漁民とニシン漁の状況について語り合う中で「トド島付近はニシンの好漁場である」と明かし、話を聞いた雄冬の漁業者が凪を見計らってトド島に出漁してみたところ、予想以上のニシンの群来を確認できた。勢いづいた増毛漁業者たちは、汽船「大漁丸」に多数の漁船を曳航させ、大挙してトド島での投網を開始した。慌てて浜益からの避難者が「トド島地帯は浜益領海なので撤退してほしい」と訴えたところ、増毛側漁業者も聞き入れて、穏当に退去した。
ところがその後、増毛側漁業者は機を見てはトド島付近への出漁を行うようになった。彼らは年を追うごとに積極化していき、出漁区域も拡張して、千代志別方面まで南下することもあった。浜益側はこれを密漁とみなし、その都度に撤退交渉を持ちかけていたが、増毛側漁業者は態度を硬化させ、事態は腕力沙汰にまでエスカレートしていった。
もっとも、増毛側の数少ない資料である笠原真吉の証言によれば、そもそもトド島は浜益領とも増毛領とも決定していなかったという。ともあれ浜益の古老が語るところでは、追鰊出漁船に小石を積み込んで増毛漁船との間で石合戦を繰り広げたり、船頭が出漁に際して日本刀を携えたりしており、紛争の絶えることはなかった。

## 事件
1896年（明治29年）3月14日、浜益郡漁業組合は札幌外九郡長の林顕三に訴え出て制裁を仰ぐとともに、増毛郡漁業組合に対して密漁行為の停止を要求した。これに対して増毛郡漁業組合は「手続きを経た追鰊である」と弁明して応酬。両者が文書による交渉を続けているうちに、その年の追鰊の漁期が訪れた。
5月21日、浜益漁業者が十余カ統でトド島へ出漁すると、すでに増毛の漁船30隻余りが島の周辺に投網しており、割り込む余地がない状況であった。浜益側の主張によると、増毛漁業者たちは立ち退き要求を穏やかに受け入れ、揚網に際しては浜益側漁夫も手伝うなど、平穏のうちに一日を終えた。しかし笠原真吉の証言では、増毛側は浜益側との談合により若干の猶予をもらったうえで揚網に取り掛かったものの作業は遅々として進まず、業を煮やした浜益の若者が一印の旗を掲げた漁船から磯舟で漕ぎつけ、増毛側の網を切り捨てたところから双方による乱闘に発展。増毛側に数名の負傷者が出たことになっており、事実の認識に大きな齟齬が見られる。
翌5月22日、増毛郡漁業組合は浜益側の暴挙に対する抗議の電報を送ったが、浜益郡漁業組合の認識では身に覚えのないことであったため、これに反論。それ以来、両漁業組合は互いにトド島の自らへの所属を主張して譲らず、北海道庁水産部長や札幌郡外四郡長、増毛郡外五郡長らによる調停も効果のないままに年を越し、1897年（明治30年）のニシン漁期も過ぎていった。

## 解決
1897年（明治30年）10月、札幌の森源三と小樽の渡辺兵四郎がこの事件の調停に乗り出したことで、浜益と増毛の漁業組合はついに矛を収めた。10月27日、両漁業組合はトド島を雄冬海馬嶋追鰊漁業入会区域と定め、入会規則を締結して、将来の交誼を誓約した。
当時の新聞『北門新報』は、一連の事態に「雄冬事件」という表題をつけ、評論を加えながら詳しく連載を行っていた。